# Те-Солент
Те-Со́лент (англ. The Solent) — пролив в северной части Ла-Манша, отделяет остров Уайт от южного берега Великобритании. Через пролив проходят многочисленные маршруты пассажирских, грузовых судов и военных кораблей, кроме того, он является важной рекреационной зоной, особенно для парусного спорта. Ширина от трёх до шести км.
На берегах пролива расположены два крупных морских порта — Саутгемптон и Портсмут. Защита островом Уайт от просторов Ла-Манша и сложный характер приливов Те-Солента в значительной степени повлияли на развитие этих портовых городов. В северной части пролива расположен залив Саутгемптон-Уотер, являющийся долиной затопленных рек (риас), в восточной части находится якорная стоянка Спитхед.
Область пролива имеет особую экологическую и природоведческую значимость, отчасти из-за того, что в ней объединяются экосистемы морского побережья и речного эстуария. Большая часть побережья является природоохранной зоной, и частично включена в состав национальных парков, таких, как Нью-Форест.
До 2001 года из пролива Те-Солент стартовала регата Volvo Ocean Race.

## История

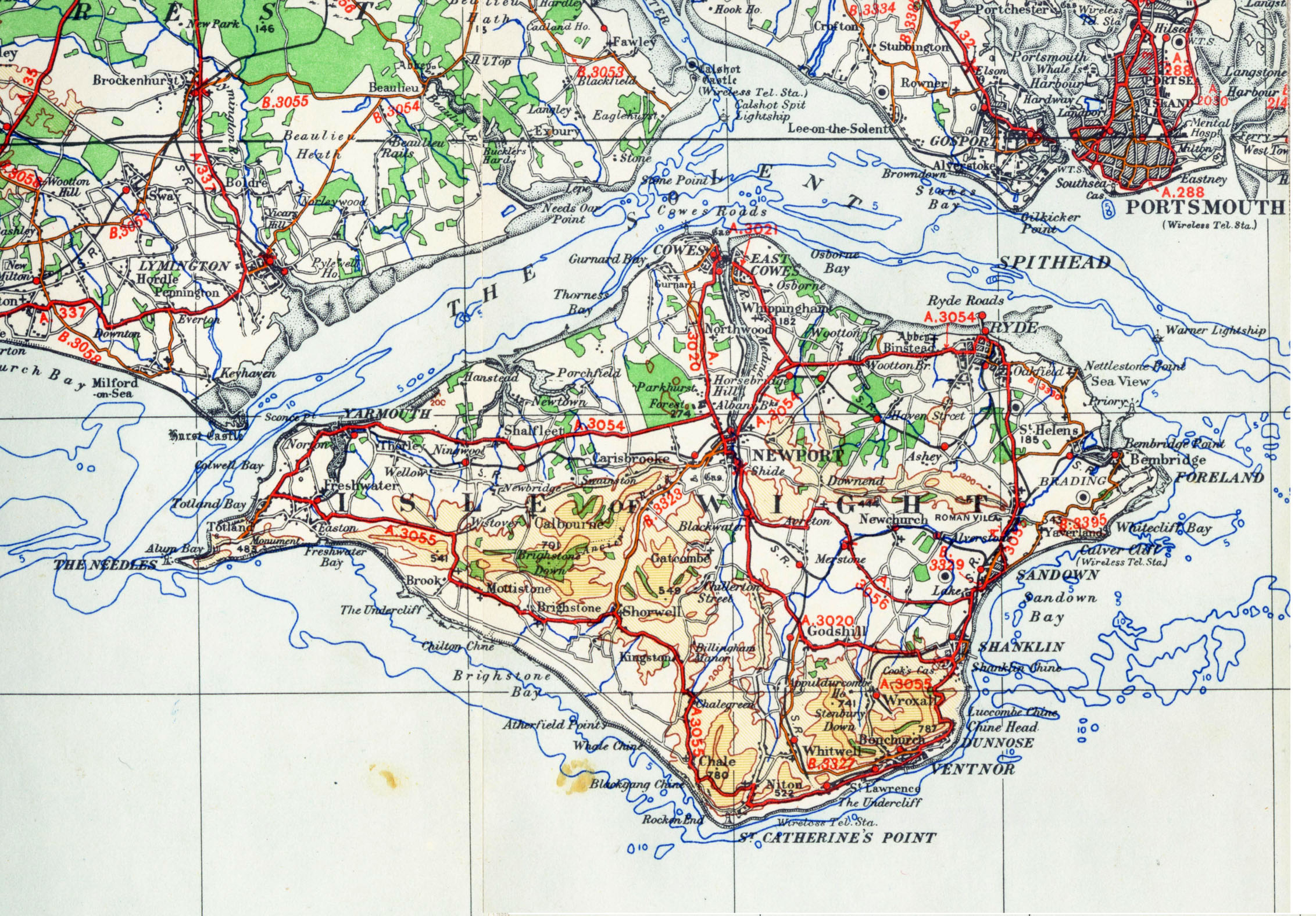
Карта Те-Солента и прилегающих территорий 1945 года

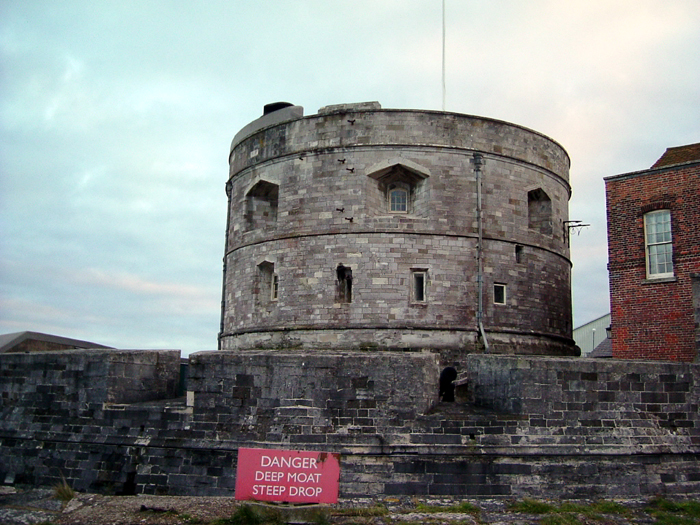
Замок Калшот, защищающий подход к Саутгемптон-Уотер

Изначально Те-Солент являлся речной долиной, которая на протяжении тысячелетий расширялась и углублялась. Притоками реки Те-Солент являлись реки Фрум, Итчет и Тест. Археологические свидетельства говорят о постепенном перемещении человеческих поселений вверх по склону в течение доисторических времён, а также римских и англосаксонских периодов.
Также существует теория о том, что Те-Солент изначально являлся лагуной.
Во время правления Генриха VIII по обеим сторонам пролива были построены замки и земляные укрепления для защиты от возможной агрессии со стороны Франции. Известный форт No Man’s Land, в настоящее время превращённый в отель, был выстроен между 1865 и 1880 годами с целью защиты Портсмута. Наземные и морские форты, которые были построены в XIX веке, получили название фортов Палмерстона.
В 1545 году в проливе затонул флагман Генриха VIII Мэри Роуз, который был поднят со дна лишь через 437 лет — в 1982 году. В 1703 году на юго-запад Англии обрушился один из сильнейших штормов за всю историю страны, который привёл к крушению огромного числа судов, до сих пор лежащих на дне пролива.

## Геология

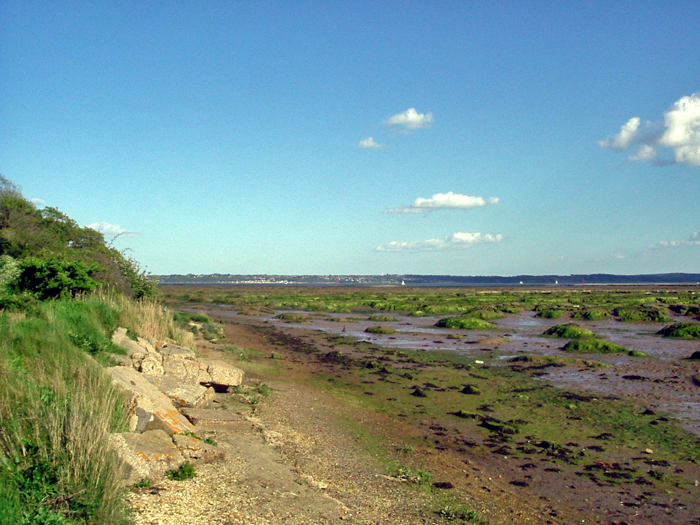
Солончаковое болото недалеко от парка Лепе, вдалеке виден остров Уайт

Десять тысяч лет назад от южного Дорсета до восточной части острова Уайт располагалась полоса относительно твёрдых меловых отложений, через которые с запада на восток стекали в Ла-Манш реки, образующие крупный эстуарий. Когда ледники, покрывавшие север Британии, в конце последнего ледникового периода растаяли, большое количество воды углубило эстуарий, а послеледниковое поднятие Шотландии заставило остров немного наклониться относительно оси запад-восток, что вызвало частичное погружение южной части Англии (продолжающееся до сих пор). Это привело к образованию пролива Те-Солент и отделению острова Уайт от острова Великобритания.